# Backlash 2006
Backlash 2006 è stata l'ottava edizione dell'omonimo evento in pay-per-view prodotto annualmente dalla World Wrestling Entertainment. L'evento, esclusivo del roster di Raw, si è svolto il 30 aprile 2006 alla Rupp Arena di Lexington.

## Storyline
L'8 gennaio, a New Year's Revolution, John Cena difese con successo il WWE Championship in un Elimination Chamber match ma Edge, a fine incontro, sfruttò il contratto del Money in the Bank per attaccare Cena e conquistare così il WWE Championship per la prima volta. Tuttavia, il 29 gennaio alla Royal Rumble, Cena riconquistò il titolo sconfiggendo Edge. Nel frattempo Triple H vinse un torneo, diventando il contendente n°1 al WWE Championship di Cena, e i due si affrontarono il 2 aprile a WrestleMania 22 dove a prevalere fu il campione. A seguito di varie vicissitudini tra i tre, venne stabilito che Cena avrebbe dovuto difendere il WWE Championship a Backlash dall'assalto di Edge e Triple H.
A seguito della pubblicazione del dvd sul famoso Screwjob di Montréal del 1997, Shawn Michaels entrò in faida con Mr. McMahon. Nella puntata di Saturday Night's Main Event del 18 marzo Michaels venne sconfitto da Shane McMahon, figlio di Mr. McMahon, in un No Holds Barred Tag Team match; in tale match Mr. McMahon intervenne a sfavore di Michales, rievocando la scena dello Screwjob di Montreal facendo intrappolare Michales da Shane nella Sharpshooter. Il 2 aprile, a WrestleMania 22, Michales sconfisse Mr. McMahon in un No Holds Barred match nonostante l'intervento di Shane e della Spirit Squad (Johnny, Kenny, Mikey, Mitch e Nicky). Venne dunque annunciato che Mr. McMahon e Shane McMahon avrebbero affrontato Shawn Michales e "God" a Backlash in un No Holds Barred match.
Il 2 aprile, a WrestleMania 22, Carlito e Chris Masters vennero sconfitti da Big Show e Kane, fallendo l'assalto al World Tag Team Championship; nel post match Carlito attaccò alle spalle Masters. Qualche settimana dopo, a Raw, Masters attaccò alle spalle Carlito mentre questi aveva sputato in faccia dei pezzi di mela a Matt Striker. Fu dunque sancito un match tra i due per Backlash.
Per Backlash venne annunciato, inoltre, che l'Intercontinental Champion Shelton Benjamin avrebbe affrontato il Mr. Money in the Bank Rob Van Dam in un Winner Take All match, dov'erano appunto in palio sia la valigetta del Money in the Bank di Van Dam che il WWE Intercontinental Championship di Benjamin
Il 2 aprile, a WrestleMania 22, Mickie James sconfisse Trish Stratus strappandole il Women's Championship. Nelle settimane successive Mickie continuò ad emulare Trish per prenderla in giro. Venne dunque sancito un match tra le due per Backlash con in palio il WWE Women's Championship.
Nella puntata di Raw del 3 aprile Big Show e Kane vennero sconfitti da Kenny e Mikey della Spirit Squad, perdendo dunque il World Tag Team Championship. A seguito di ciò, Kane cominciò a diventare più instabile e aggressivo, costando anche il rematch titolato contro la Spirit Squad la settimana dopo a Raw. A seguito dell'annuncio dell'uscita del film Il collezionista di occhi (in cui Kane avrebbe preso parte come protagonista) prevista per il 19 maggio, Kane attaccò Big Show ferendolo all'occhio sinistro. Venne dunque sancito un match tra Big Show e Kane per Backlash.

## Evento
Prima della messa in onda dell'evento, Goldust sconfisse Robért Conway a Sunday Night Heat.

### Match preliminari
Il primo match dell'evento fu tra Carlito e Chris Masters. Durante le fasi iniziali del match, Carlito si portò in vantaggio nei confronti di Masters dopo l'esecuzione di uno splash e di uno springboard back elbow. In seguito, Masters incominciò a dominare Carlito per poi colpirlo con una powerbomb. Più avanti, Carlito contrattaccò ed eseguì il Back Cracker su Masters. Nel finale, Carlito schienò Masters, facendo illegalmente leva sulle corde del ring, per vincere il match.
Il match successivo fu tra Umaga e Ric Flair. Il match iniziò con Flair che, senza farsi vedere dall'arbitro, colpì Umaga con un low-blow. In seguito, Umaga dominò Flair per poi tentare un running hip attack, ma Flair schivò la manovra e Umaga finì con lo schiantarsi contro un tenditore delle corde. Dopodiché, Flair attaccò Umaga alle gambe per poi tentare la figure-four leglock; tuttavia, il Samoan Bulldozer contrattaccò e lanciò Flair all'angolo per poi colpirlo con un running hip attack e un diving headbutt. Nel finale, Umaga eseguì il Samoan Spike su Flair per poi schienarlo e vincere il match.
Il terzo match fu quello valevole per il Women's Championship tra la campionessa Mickie James e la sfidante Trish Stratus. Durante le fasi iniziali del match, Trish dominò Mickie dopo l'esecuzione di una headscissor e del Chick Kick. In seguito, le due incominciarono a combattere all'esterno del ring per poi rientrare sul quadrato. Dopo che Trish eseguì uno splash all'angolo su Mickie, quest'ultima bloccò Trish e la gettò all'esterno del ring. Nel finale, Mickie strangolò Trish con un suo polsino e, dato ciò, ella venne squalificata dall'arbitro; tuttavia, anche se Trish vinse il match per squalifica, Mickie mantenne il titolo femminile.
Il match seguente fu il Winner Takes All match valevole sia per l'Intercontinental Championship di Shelton Benjamin che per il Money in the Bank contract di Rob Van Dam. Durante le fasi iniziali del match, entrambi si portarono in vantaggio l'uno sull'altro. Van Dam tentò poi di eseguire il Rolling Thunder su Benjamin, ma quest'ultimo si rifugiò all'esterno del ring per schivare la manovra; tuttavia, Van Dam gli si gettò sopra con un pescado. In seguito, dato che Van Dam si trovava sull'apron ring, Benjamin eseguì un sunset-flip powerbomb su Van Dam, facendolo impattare contro il pavimento esterno. Dopo essere rientrati sul ring, Benjamin dominò Van Dam colpendolo con delle scoop slam per poi eseguire su di lui un samoan drop. Più avanti, Benjamin tentò di attaccare Van Dam all'angolo, però quest'ultimo contrattaccò e colpì Benjamin con dei superkick e degli spinning heel kick. Van Dam eseguì poi il Rolling Thunder su Benjamin per poi colpirlo con uno split-legged moonsault e schienarlo; tuttavia, il campione intercontinentale si liberò dallo schienamento dopo un conteggio di due. Dopodiché, Van Dam tentò la Five Star Frog Splash, ma Benjamin schivò la manovra per poi colpire Van Dam con una DDT. Nel finale, dopo aver colpito Benjamin con una hurricanrana, Van Dam eseguì la Five Star Frog Splash su Benjamin per poi schienarlo e vincere il match. Van Dam mantenne dunque il contratto del Money in the Bank e, allo stesso tempo, conquistò il titolo intercontinentale.
Il quinto match fu tra Big Show e Kane. Durante le fasi iniziali del match Big Show dominò Kane, finché quest'ultimo non contrattaccò colpendo Big Show con delle clothesline. In seguito, Big Show si riportò in controllo della contesa dopo l'esecuzione di una fallaway slam e di un running hip attack ai danni di Kane. Big Show tentò poi di eseguire la Chokeslam, ma Kane rovesciò la manovra in una DDT. Pochi istanti dopo, Big Show colpì Kane con un big boot, un leg drop e una powerslam per poi schienarlo; tuttavia, Kane si liberò dallo schienamento al conto di due. Nel finale, dopo che Kane colpì Big Show con un big boot, le luci dell'arena diventarono rosse e delle voci iniziarono a riecheggiare e a prendere in giro Kane dicendo le parole "May 19" (19 maggio). Dato ciò, il match terminò in no-contest e Big Show, stanco di ciò che stava succedendo, colpì Kane con una sedia d'acciaio per poi tornarsene nel backstage.

### Match principali
Il match che seguì vide Mr. McMahon e Shane McMahon affrontare Shawn Michaels e "God" (Dio) in un No Holds Barred match. Prima dell'inizio del match venne rivelata l'entità di "God", esso non era altro che una luce proiettata da un riflettore posto sullo stage. Il match iniziò con Michaels che eseguì un crossbody sia su Mr. McMahon che su Shane all'esterno del ring. In seguito, i tre incominciarono a combattere sullo stage, dove Michaels colpì Shane con un back body drop per poi eseguire un crossbody su Vince attraverso una pila di tavoli, posizionati al di sotto dell'impalcatura dello stage. Dopo essere risalito sullo stage, Michaels venne colpito in pieno volto da Shane con una sedia d'acciaio, venendo dunque ferito alla testa. Dopodiché, Shane riportò Michaels all'interno del ring per poi colpirlo con un back drop e tentare di eseguire su di lui un diving elbow drop; tuttavia, Michaels schivò la manovra e si riportò in vantaggio. Più avanti, Shane eseguì una DDT su Michaels, consentendo a Mr. McMahon di colpire ripetutamente HBK con una cintura di cuoio. Dopo che Vince colpì Michaels in volto con un bidone dell'immondizia, HBK contrattaccò e colpì Vince con un flying forearm smash. Vince tenne poi bloccato Michaels per le braccia e Shane prese una sedia per tentare di colpire HBK; tuttavia, quest'ultimo schivò l'attacco e Shane finì con il colpire suo padre in pieno volto con la sedia. Poco dopo, Michaels colpì Shane con un flying forearm smash per poi eseguire su di lui il diving elbow drop. Michaels eseguì, in seguito, la Sweet Chin Music sia su Shane che su Mr. McMahon per poi posizionare entrambi su due tavoli e prendere una scala da sotto il quadrato. Dopo che Michaels salì sulla cima della scala per tentare di gettarsi addosso a Mr. McMahon e Shane, l'intera Spirit Squad (Kenny, Johnny, Mitch, Nicky e Mikey) interferì per distrarre HBK. Michaels si gettò poi dalla cima della scala, atterrando sopra la Spirit Squad, posizionata all'esterno del ring; tuttavia, HBK accusò l'inferiorità numerica e la Spirit Squad lo schiantò attraverso di un tavolo dopo l'esecuzione di una sky lift slam. Mr. McMahon ne approfittò e schienò Michaels per vincere il match insieme a Shane.
Il main event fu il Triple Threat match per il WWE Championship tra il campione John Cena e gli sfidanti Edge (con Lita) e Triple H. All'inizio del match, Edge decise di portarsi all'esterno del ring facendo sì che Cena e Triple H si attaccassero a vicenda; tuttavia, dopo un batti e ribatti tra i due, Cena e Triple H si coalizzarono per attaccare Edge. Dopo che Cena e Triple H fecero sbattere svariate volte la testa di Edge su un tavolo dei commentatori, Triple H attaccò Cena per poi combattere con Edge all'interno del quadrato. In seguito, Triple H tentò di eseguire un suplex sull'apron ring ai danni di Edge, ma Cena si intromise e lanciò The Game fuori dal ring per poi eseguire un diving splash sulla Rated-R Superstar. Dopodiché, Cena eseguì la Protobomb su Edge per poi tentare il Five Knuckle Shuffle, però Lita interferì e fece cadere Cena all'esterno del quadrato. Triple H rientrò poi sul ring e colpì Edge con un facebreaker knee smash, una clothesline e una spinebuster per poi schienarlo; tuttavia, Edge si liberò dallo schienamento dopo un conteggio di due. Dopo che Edge eseguì la Edge-O-Matic su Triple H, Cena tornò sul ring e si caricò The Game sulle spalle per tentare la F-U ma, prima che quest'ultimo potesse eseguire la manovra, Edge colpì Cena con la Spear; dato ciò Edge eseguì la Spear su Cena che, allo stesso tempo, gettò Triple H al tappeto con un samoan drop. Pochi attimi dopo, Edge e Triple H iniziarono a combattere all'esterno del ring, dove la Rated-R Superstar catapultò The Game contro un paletto di sostegno del quadrato, aprendogli così una profonda ferita al volto, per poi eseguire su di lui la Edgecution sopra ad un tavolo dei commentatori. Dopo un batti e ribatti tra Edge e Cena all'interno del ring, il campione applicò la STFU su Edge; tuttavia, Triple H si rialzò e ruppe la presa di sottomissione di Cena colpendolo al volto con un microfono. Poco dopo, Triple H si vendicò e colpì Edge al volto con una sedia d'acciaio, spedendolo oltre una barricata di sicurezza. Cena applicò poi la STFU su Triple H, però The Game si liberò dalla presa ed i due incominciarono a lottare nei pressi di un angolo del quadrato. Edge risalì poi sul ring ed attaccò entrambi; salvo poi essere caricato sulle spalle da Cena, il quale tentò di colpirlo con una F-U dalla terza corda. Triple H però si intromise per poi colpire Cena con un electric chair drop e, dato che il campione aveva caricato Edge sulle sue spalle, quest'ultimo eseguì un super samoan drop su Edge scaturendo, di fatto, una tower of doom. In seguito, Lita salì sul quadrato per tentare di colpire Triple H con una sedia, ma The Game contrattaccò eseguendo una spinebuster su Lita. Dato ciò, Edge colpì Triple H con la Spear e lo schienò, però Cena interruppe lo schienamento. Verso la fine del match, Cena tentò di eseguire la F-U su Edge, ma Triple H sventò il tutto colpendo Cena con un low-blow. Dopo aver subito il colpo basso da parte di Triple H, Cena rimbalzò contro le corde ed Edge, che si trovava sulle spalle del campione, cadde all'esterno del ring per effetto del rimbalzo. Triple H tentò poi di eseguire il Pedigree su Cena, ma il campione rovesciò la manovra e schienò The Game con un jackknife roll-up per vincere il match e mantenere il titolo. Al termine del match, Triple H colpì Cena, Edge e l'arbitro dell'incontro con lo sledgehammer per poi insultarli con la DX cross chop, ricevendo una standing ovation da parte del pubblico e andando a chiudere, così, l'evento.

## Risultati
| #    | Incontri                                                                                  | Stipulazioni                                                                           | Durata |
| ---- | ----------------------------------------------------------------------------------------- | -------------------------------------------------------------------------------------- | ------ |
| Heat | Goldust ha sconfitto Rob Conway                                                           | Single match                                                                           | 03:38  |
| 1    | Carlito ha sconfitto Chris Masters                                                        | Single match                                                                           | 09:58  |
| 2    | Umaga (con Armando Alejandro Estrada) ha sconfitto Ric Flair                              | Single match                                                                           | 03:29  |
| 3    | Trish Stratus ha sconfitto Mickie James (c) per squalifica                                | Single match per il WWE Women's Championship                                           | 04:03  |
| 4    | Rob Van Dam (Money in the Bank) ha sconfitto Shelton Benjamin (Intercontinental Champion) | Winner Takes All match per il WWE Intercontinental Championship e il Money in the Bank | 18:42  |
| 5    | Big Show vs. Kane è terminato in no-contest                                               | Single match                                                                           | 09:30  |
| 6    | Shane McMahon e Vince McMahon hanno sconfitto "Dio" e Shawn Michaels                      | No holds barred tag team match                                                         | 19:57  |
| 7    | John Cena (c) ha sconfitto Edge (con Lita) e Triple H                                     | Triple threat match per il WWE Championship                                            | 17:33  |